# NTT都市開發
NTT都市開發（日语：／）是日本不動產、地產開發公司。

## 概要
1986年為了進行NTT集團電話局用地開發而設立，也是NTT集團旗下唯一一間綜合不動產企業。
公司主要業務是日本全國主要都市的辦公大樓出租，近年還跨入公寓等分售業務。綜合不動產營業額位居全國第六。

## 事業所
- 本社 - 東京都千代田區外神田四丁目14番1號（秋葉原UDX）
- 支店
  - 東海支店 - 愛知縣名古屋市中區
  - 關西支店 - 大阪府大阪市西區
  - 中國支店 - 廣島縣廣島市中區
  - 九州支店 - 福岡縣福岡市中央區
  - 北海道支店 - 北海道札幌市中央區

## 沿革
- 1986年：NTT都市開發株式會社設立。
- 1988年：與NTT建物株式會社合併。
- 1993年：與NTT Actif株式會社、株式會社NTT Crais合併。
- 1999年：與NTT東海不動產株式會社、NTT關西建物株式會社、株式會社NTT Cred、NTT九州不動產株式會社、株式會社NTT北海道Estate合併。
- 2000年：設立NTT都市開發大樓服務株式會社。
- 2004年：東京證券交易所第一部上市。
- 2006年：設立NTT都市開發西日本BS株式會社。

## 主要實績

### 大廈
- 秋葉原UDX（東京都千代田區）
- Granpark Tower（グランパークタワー）（東京都港區）
- 大手町第一廣場（大手町ファーストスクエア）（東京都千代田區）
- UD日比谷大廈（東京都千代田區）
- 大手町一丁目地區第一種市街地再開發事業（日經大廈、JA大廈、（新）經團聯會館）（東京都千代田區）
- Seavans（日语：シーバンス） N館（東京都港區）
- 原宿QUEST（原宿クエスト）（東京都澀谷區）
- NTT幕張大廈（千葉市美濱區）
- URBANNET札幌大樓（アーバンネット札幌ビル）（札幌市中央區）
- MS大通大樓（エムズ大通ビル） （札幌市中央區）
- URBANNET五橋大樓（日语：ドコモCS東北）（仙台市青葉區）
- URBANNET定禪寺大樓（日语：杜の都信用金庫）（仙台市青葉區）
- URBANNET卸町大樓（仙台市若林區）
- URBANNET日本橋大樓（東京都中央區）
- URBANNET築地大樓（東京都中央區）
- URBANNET茅場兜大樓（東京都中央區）
- 晴海四丁目大樓（東京都中央區）
- URBANNET大手町大樓（東京都千代田區）
- URBANNET岩本町大樓（東京都千代田區）
- URBANNET麴町大樓（東京都新宿區）
- URBANNET三田大樓（東京都港區）
- URBANNET麻布大樓（東京都港區）
- URBANNET南麻布大樓（東京都港區）
- 南青山大樓（第1、第2）（東京都港區）
- URBANNET市谷大樓（東京都新宿區）
- URBANNET五反田大樓（東京都品川區）
- URBANNET中野大樓（東京都中野區）
- URBANNET池袋大樓（東京都豐島區）
- URBANNET大森大樓（東京都大田區）
- URBANNET橫濱大樓（橫濱市中區）
- NU關內大樓（橫濱市中區）
- URBANNET靜岡追手町大樓（靜岡市葵區）
- URBANNET名古屋大樓（日语：アーバンネット名古屋ビル）（名古屋市東區）
- URBANNET伏見大樓（名古屋市中區）
- URBANNET四條烏丸大樓（京都市下京區）
- URBANNET本町大樓（大阪市中央區）
- URBANACE北濱大樓（アーバンエース北浜ビル）（大阪市中央區）
- Tradepia淀屋橋（日语：トレードピア淀屋橋ビル）（大阪市中央區）
- URBANACE肥後橋大樓（大阪市西區）
- URBANACE阿波座大樓（大阪市西區）
- URBANACE東天滿大樓（大阪市北區）
- URBANACE枚方大樓（大阪府枚方市）
- URBANACE三宮大樓（神戶市中央區）
- NTT Cred岡山大樓（日语：クレド岡山）（岡山市北區）
- NTT Cred白島大樓（日语：白島キューガーデン）（廣島市中區）
- NTT Cred基町大樓（日语：基町クレド）（廣島市中區）…SOGO廣島店新館（日语：そごう広島店新館）、廣島麗嘉皇家酒店（日语：リーガロイヤルホテル広島）
- NTT-KF大樓（福岡市中央區）
- NTT-T大樓（福岡市中央區、岩田屋（日语：岩田屋）本店本館）
- URBANNET博多大樓（福岡市博多區）

### 商業
- 東京歌劇城（東京都新宿區）
- 原宿QUEST（東京都澀谷區）
- PLACEO青山（プラセオ青山）（東京都港區）
- 新風館（日语：新風館）（京都市中京區）
- Grand Front大阪（大阪市北區）
- 代官山T-SITE（東京都澀谷區猿樂町）※協力

### 住宅
- 分售公寓品牌「Wellith」（ウエリス）
- 出租公寓「URBAN ACE＿PAL」（アーバンエース＿パル）系列

## 外部連結
- NTT都市開發（页面存档备份，存于）